# Liste der Stolpersteine in Schwedt/Oder

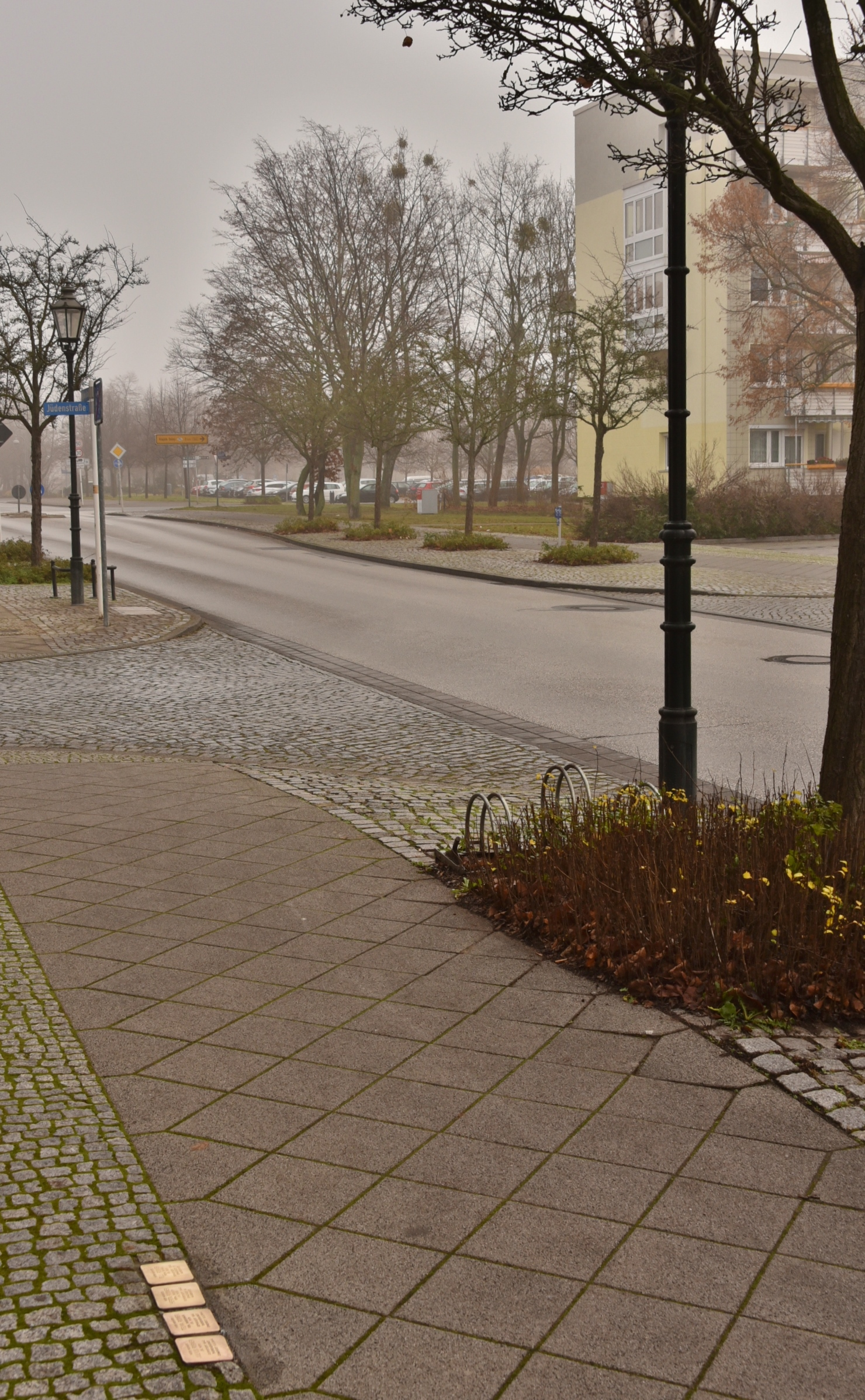
Stolpersteine in Schwedt/Oder

Die Liste der Stolpersteine in Schwedt/Oder enthält die Stolpersteine, die vom Kölner Künstler Gunter Demnig in der brandenburgischen Stadt Schwedt/Oder verlegt wurden. Stolpersteine erinnern an das Schicksal der Menschen, die von den Nationalsozialisten ermordet, deportiert, vertrieben oder in den Suizid getrieben wurden. Sie liegen im Regelfall am letzten selbstgewählten Wohnsitz des Opfers.

## Liste der Stolpersteine
Die Tabelle ist teilweise sortierbar; die Grundsortierung erfolgt alphabetisch nach dem Familiennamen.
| Stolperstein | Inschrift | Verlegeort                                                                      | Name, Leben                                                                              |
| ------------ | --- | ------------------------------------------------------------------------------- | ---------------------------------------------------------------------------------------- |
|              | HIER WOHNTE GERTRUD ASCHER GEB. MAASS JG. 1897 DEPORTIERT 1943 SOBIBOR ERMORDET 28.5.1943                         | Berliner Straße, Gehweg vor Parkplatz neben Nr. 42 (vormals Berliner Straße 15) | Gertrud Ascher                                                                           |
|              | HIER WOHNTE LEO ASCHER JG. 1887 DEPORTIERT 1943 SOBIBOR ERMORDET 28.5.1943                                        | Berliner Straße, Gehweg vor Parkplatz neben Nr. 42 (vormals Berliner Straße 15) | Leo Ascher                                                                               |
|              | HIER WOHNTE MARTIN BAER JG. 1889 'SCHUTZHAFT' 1938 SACHSENHAUSEN FLUCHT 1939 SHANGHAI TOT 14.2.1945               | Vierradener Straße 11/13 (vormals Brückenstraße 6)                              | Martin Baer                                                                              |
|              | HIER WOHNTE FANNY FRIEDA COHN JG. 1874 DEPORTIERT 1942 RIGA ERMORDET 1942                                         | Lindenallee 26 (vormals Schlossfreiheit 24)                                     | Fanny Frieda Cohn                                                                        |
|              | HIER WOHNTE ERICH CRONER JG. 1889 APOTHEKE ARISIERT GEDEMÜTIGT / ENTRECHTET FLUCHT IN DEN TOD 8.6.1938            | Vierraden, Neue Straße 5                                                        | Erich Croner                                                                             |
|              | HIER WOHNTE HERTA CRONER GEB. BENNERT UNFREIWILLIG VERZOGEN 1938 BERLIN SCHICKSAL UNBEKANNT                       | Vierraden, Neue Straße 5                                                        | Herta Croner                                                                             |
|              | HIER WOHNTE ADOLF GERSON JG. 1876 DEPORTIERT 1943 AUSCHWITZ ERMORDET 28.7.1943                                    | Gerberstraße 13 (vormals Kietzer Straße 27)                                     | Adolf Gerson                                                                             |
|              | HIER WOHNTE HERMANN GERSON JG. 1878 DEPORTIERT 1943 AUSCHWITZ ERMORDET 1943                                       | Gerberstraße 13 (vormals Kietzer Straße 27)                                     | Hermann Gerson                                                                           |
|              | HIER WOHNTE HUGO GERSON JG. 1884 'SCHUTZHAFT' 1938 SACHSENHAUSEN DEPORTIERT GHETTO WARSCHAU ERMORDET              | Gerberstraße 13 (vormals Kietzer Straße 27)                                     | Hugo Gerson                                                                              |
|              | HIER WOHNTE PAUL GERSON JG. 1882 'SCHUTZHAFT' 1938 SACHSENHAUSEN DEPORTIERT 1942 GHETTO WARSCHAU ERMORDET 1942    | Ecke Fabrikstraße/Louis-Harlan-Straße                                           | Paul Gerson                                                                              |
|              | HIER WOHNTE GERTRUD GÖTZER VERH. HOPP JG. 1879 DEPORTIERT 1942 TOT AUF TRANSPORT NACH RAASIKU SEPT. 1942          | Am Kanal, am Giebel 11                                                          | Gertrud Götzer                                                                           |
|              | HIER WOHNTE LEOPOLD JACKS JG. 1894 'SCHUTZHAFT' 1938 SACHSENHAUSEN FLUCHT 1939 SHANGHAI TOT 21.12.1941            | Polderblick 5, Richtung Bollwerk (vormals Oderstraße 13)                        | Leopold Jacks                                                                            |
|              | IN SCHWEDT WOHNTE HELGA KÄDING JG. 1941 EINGEWIESEN 18.4.1944 HEILANSTALT BRANDENBURG-GÖRDEN ERMORDET 27.5.1944   | Platz vor der evangelischen Kirche                                              | Helga Emmi Elise Käding                                                                  |
|              | HIER WOHNTE LUCIE LEWINNEK GEB. MEINHARD JG. 1874 DEPORTIERT 1943 THERESIENSTADT ERMORDET 14.3.1944               | Fabrikstraße 3                                                                  | Lucie Lewinnek                                                                           |
|              | HIER WOHNTE EMILIA LOEWENHEIM GEB. BECKER JG. 1868 DEPORTIERT 1942 THERESIENSTADT ERMORDET 1942                   | Gartenstraße 6                                                                  | Emilia Loewenheim                                                                        |
|              | HIER WOHNTE WILHELM LOEWENHEIM JG. 1857 DEPORTIERT 1942 TREBLINKA ERMORDET 1942                                   | Gartenstraße 6                                                                  | William Loewenheim                                                                       |
|              | HIER WOHNTE SOPHIE MAASS GEB. JOSEPH JG. 1869 DEPORTIERT 1941 ŁODZ / LITZMANNSTADT ERMORDET 10.12.1941            | Berliner Straße, Gehweg vor Parkplatz neben Nr. 42 (vormals Berliner Straße 15) | Sophie Maass                                                                             |
|              | HIER WOHNTE ALFRED MEINHARDT JG. 1885 DEPORTIERT 1943 ERMORDET 1943 IN AUSCHWITZ                                  | Bahnhofstraße 18 (vormals 15)                                                   | Alfred Meinhardt                                                                         |
|              | HIER WOHNTE FRANZ MEINHARDT JG. 1877 DEPORTIERT 1942 ERMORDET 1942 IN GHETTO WARSCHAU                             | Flinkenberg 26–30 (vormals 6)                                                   | Franz Meinhardt                                                                          |
|              | HIER WOHNTE MARGARETE MEINHARDT JG. 1880 DEPORTIERT 1942 ERMORDET 1943 IN TREBLINKA                               | Flinkenberg 26–30 (vormals 6)                                                   | Margarete Meinhardt                                                                      |
|              | HIER WOHNTE MARGARETE MEINHARDT JG. 1891 DEPORTIERT 1943 ERMORDET 1943 IN AUSCHWITZ                               | Bahnhofstraße 18 (vormals 15)                                                   | Margarete Meinhardt                                                                      |
|              | HIER WOHNTE RICHARD MEINHARDT JG. 1885 DEPORTIERT 1943 ERMORDET 1943 IN AUSCHWITZ                                 | Vierradener Straße 43 (vormals 23)                                              | Richardt Meinhardt                                                                       |
|              | MARKGRAFENSTR. 8 WOHNTE PAUL MEYER JG. 1879 BERUFSVERBOT VERHAFTET 1944 SACHSENHAUSEN ERMORDET 1945 BUCHENWALD    | Karl-Marx-Straße (gegenüber Hausnummer 5a)                                      | Paul Meyer                                                                               |
|              | HIER WOHNTE GERTRUD MICHAELIS JG. 1878 DEPORTIERT 1942 THERESIENSTADT ERMORDET 5.3.1943                           | Lindenallee 25 (vormals Schlossfreiheit 21)                                     | Gertrud Michaelis Wegen Bauarbeiten befindet sich der Stein im Stadtmuseum Schwedt/Oder. |
|              | HIER WOHNTE HELENE MICHAELIS JG. 1867 DEPORTIERT 1942 THERESIENSTADT ERMORDET 16.3.1943                           | Lindenallee 25 (vormals Schlossfreiheit 21)                                     | Helene Michaelis Wegen Bauarbeiten befindet sich der Stein im Stadtmuseum Schwedt/Oder.  |
|              | HIER WOHNTE MARIA MARGARETE OPPENHEIMER JG. 1907 DEPORTIERT 1942 GHETTO WARSCHAU ERMORDET                         | Bahnhofstraße 18 (vormals 12)                                                   | Maria Margarete Oppenheimer                                                              |
|              | HIER WOHNTE ELLI ROSNER VERH. SICHEL JG. 1909 DEPORTIERT 1942 ERMORDET IN AUSCHWITZ                               | Bahnhofstraße 43 (vormals 20)                                                   | Elli Rosner                                                                              |
|              | HIER WOHNTE HERTA ROSNER VERH. ROSNER JG. 1903 DEPORTIERT 1942 ERMORDET IN AUSCHWITZ                              | Bahnhofstraße 43 (vormals 20)                                                   | Herta Rosner                                                                             |
|              | HIER WOHNTE JULIUS ROSNER JG. 1873 DEPORTIERT 1942 THERESIENSTADT ERMORDET 6.6.1944                               | Berliner Straße 43 (vormals 20)                                                 | Julius Rosner                                                                            |
|              | HIER WOHNTE TELMA ROSNER GEB. ROSENBAUM JG. 1875 DEPORTIERT 1942 THERESIENSTADT ERMORDET 3.5.1944                 | Berliner Straße 43 (vormals 20)                                                 | Telma Rosner                                                                             |
|              | HIER WOHNTE ARTHUR SCHWARZ JG. 1894 'SCHUTZHAFT' 1938 SACHSENHAUSEN DEPORTIERT 1942 GHETTO WARSCHAU ERMORDET 1942 | Vierraden, Neue Straße 7                                                        | Arthur Schwarz                                                                           |
|              | HIER WOHNTE HENRIETTE SCHWARZ JG. 1894 DEPORTIERT 1942 GHETTO WARSCHAU ERMORDET 1942                              | Vierraden, Neue Straße 7                                                        | Henriette Schwarz                                                                        |
|              | HIER WOHNTE WOLFGANG SCHWARZ JG. 1931 DEPORTIERT 1942 GHETTO WARSCHAU SCHICKSAL UNBEKANNT                         | Vierraden, Neue Straße 7                                                        | Wolfgang Schwarz                                                                         |
|              | ORANGENSTRASSE 1 WOHNTE HUGO SEELIG JG. 1860 DEPORTIERT 1940 LUBLIN ERMORDET 6.12.1940                            | Polderblick 1 (Weg zum Park)                                                    | Hugo Seelig                                                                              |
|              | ORANGENSTRASSE 1 WOHNTE MARTHA SEELIG GEB. KARO JG. 1871 DEPORTIERT 1942 THERESIENSTADT ERMORDET 1943             | Polderblick 1 (Weg zum Park)                                                    | Martha Seelig                                                                            |
|              | ORANGENSTRASSE 1 WOHNTE ROSA SEELIG JG. 1876 DEPORTIERT 1941 MINSK ERMORDET 1941                                  | Polderblick 1 (Weg zum Park)                                                    | Rosa Seelig                                                                              |
|              | ORANGENSTRASSE 1 WOHNTE SOPHIE SEELIG GEB. MAYER JG. 1869 DEPORTIERT 1940 LUBLIN ERMORDET 25.3.1942               | Polderblick 1 (Weg zum Park)                                                    | Sophie Seelig                                                                            |
|              | HIER WOHNTE FLORA WANGENHEIM JG. 1867 DEPORTIERT 1942 THERESIENSTADT ERMORDET 16.3.1943                           | Lindenallee (vormals Schlossfreiheit 24)                                        | Flora Wangenheim                                                                         |
|              | HIER WOHNTE FRIEDA WANGENHEIM JG. 1865 DEPORTIERT 1942 THERESIENSTADT ERMORDET 1943                               | Jüdenstraße 21 (vormals 11)                                                     | Frieda Wangenheim                                                                        |
|              | HIER WOHNTE ILONA WANGENHEIM JG. 1902 DEPORTIERT 1942 GHETTO WARSCHAU ERMORDET 1942                               | Berliner Straße 40/42 (vormals 17)                                              | Ilona Wangenheim                                                                         |
|              | HIER WOHNTE MARTHA WOLFSON GEB. SCHWARZ JG. 1884 DEPORTIERT 1942 GHETTO WARSCHAU ERMORDET 1942                    | Vierraden, Neue Straße 7                                                        | Martha Wolfson                                                                           |

## Verlegedaten
- 25. März 2010: Flinkenberg 26–30, Vierradener Straße 43 (insgesamt drei Steine)
- 6. Mai 2012: Bahnhofstraße 18, Jüdenstraße 21, Karl-Marx-Straße ggü. 5a, Polderblick 1 (insgesamt acht Steine)
- 4. Juni 2013:  Berliner Straße 42 und 43, Fabrikstraße 3, Gartenstraße 6 (acht neue Steine und drei Wiederverlegungen am Polderblick)
- 20. Oktober 2014: Berliner Straße 40/42,  Ecke Fabrikstraße/Louis-Harlan-Straße, Lindenallee 26 plus weitere Hausnummer, Neue Straße 7 (Vierraden: Arthur Schwarz, Henriette Schwarz und Martha Wolfson), Vierradener Straße 11/13 (insgesamt neun Steine)
- 2015
- 8. Februar 2016: Gerberstraße 13, Lindenallee 25, Neue Straße 7 (Vierraden: Wolfgang Schwarz), Platz vor der evangelischen Kirche (insgesamt sieben Steine)
- 20. März 2018: Am Kanal, am Giebel 11, Berliner Straße 18 und 43, Neue Straße 5 (Vierraden) (insgesamt sechs Steine)

Die Steine für Hugo, Rosa und Sophie Seelig wurden gestohlen. Am 4. Juni 2013 verlegte Gunter Demning nach musikalischer Einstimmung durch Schüler der Musik- und Kunstschule „Johann Abraham Peter Schulz“ die drei Steine neuerlich.